# Scopula suffidaria
Scopula suffidaria är en fjärilsart som beskrevs av Swinhoe 1902. Scopula suffidaria ingår i släktet Scopula och familjen mätare. Inga underarter finns listade.